# Olga Prochasková-Sedláčková
Olga Prochasková-Sedláčková (uváděna též Prochásková, provdaná Sedláčková, 14. března 1889 Praha – 16. června 1962) byla česká motoristka, cyklistka a feministka, průkopnice zastoupení žen v motorsportu. V roce 1905 se ve svých šestnácti letech stala první Češkou, a zároveň jednou z prvních žen v tehdejším Rakousku-Uhersku, která obdržela řidičský průkaz.

## Život

### Mládí
Olga Prochasková se narodila v Praze v rodině velkostatkáře a podnikatele Bedřicha Prochasky a jeho manželky Olgy, rozené Zvěřinové. Rodiče společně spravovali velkostatek v Petrovicích u Prahy, což Prochaskovým zajistilo finanční zázemí. Otec Bedřich byl nadšeným motoristou a propagátorem tohoto nového sportovního odvětví. Okolo roku 1900 se stal jedním z prvních majitelů osobního automobilu v Čechách, následně jich zakoupil víc a posléze ve Spálené ulici č.p. 112/II otevřel pobočku své firmy První automobilový závod český, motoristickým salonem zabývajícím se prodejem motocyklů a automobilů (mj. české značky Laurin & Klement). Účastnil se se svou firmou hospodářské výstavy v Praze roku 1904, absolvoval též několik dálkových jízd automobilem, např. po Balkáně. Olga tak již od útlého věku přicházela s motorovými vozidly do styku a díky otci si též vyzkoušela jejich řízení.
V roce 1905 se pak stala historicky první Češkou, a zároveň první ženou v českých zemích, která získala oficiální řidičské oprávnění. V době jeho udělení jí bylo šestnáct let, byla tedy pod hranicí zletilosti. Do roku 1921 bylo v Praze vydáno pouhých 6 řidičských průkazů ženám, se vznikem První republiky však počet řidiček začal prudce narůstat, v roce 1931 už jich bylo registrováno 1360.

### Rodinný život
Olga Prochasková-Sedláčková, rozená Prochasková, se provdala za Františka Sedláčka (1879–1931), úředníka a později finančního náměstka/ředitele banky Slávie. Roku 1910 se jim narodil syn František, 1911 syn Ladislav, roku 1913 přišla na svět dcera Olga, 1916 dcera Ludmila a 1919 se narodil syn Jan.